# راجيتسكه تيبليسي
راجيتسكه تيبليسي (بالإنجليزية: Rajecké Teplice)‏ هي location with spa، بلدة وmunicipality of Slovakia تقع في سلوفاكيا في Žilina District.[بحاجة لمصدر] يقدر عدد سكانها بـ 2,728 نسمة .